# Ajude
Ajude ist ein Ort und eine ehemalige Gemeinde (Freguesia) im Norden Portugals.
Ajude gehört zum Kreis Póvoa de Lanhoso im Distrikt Braga. Die Gemeinde hatte eine Fläche von 2,37 km² und 138 Einwohner (Stand 30. Juni 2011).
Am 29. September 2013 wurden die Gemeinden Ajude, Verim und Friande zur neuen Gemeinde União das Freguesias de Verim, Friande e Ajude zusammengeschlossen.